# Петралонская пещера
Петралонская пещера (греч. Σπήλαιο Πετραλώνων) — пещера в Греции, расположенная вблизи села Петралона на полуострове Халкидики, в 55 км от города Салоники. Пещера имеет карстовое происхождение, находится на западном склоне горы Кацика (642 м), на высоте примерно 270 м над уровнем моря. При входе в пещеру создан Антропологический музей Петралоны. Петралонская пещера является местом обнаружения останков древнейшего человека Европы и имеет считающиеся древнейшими следы использования человеком огня.

## Исследование

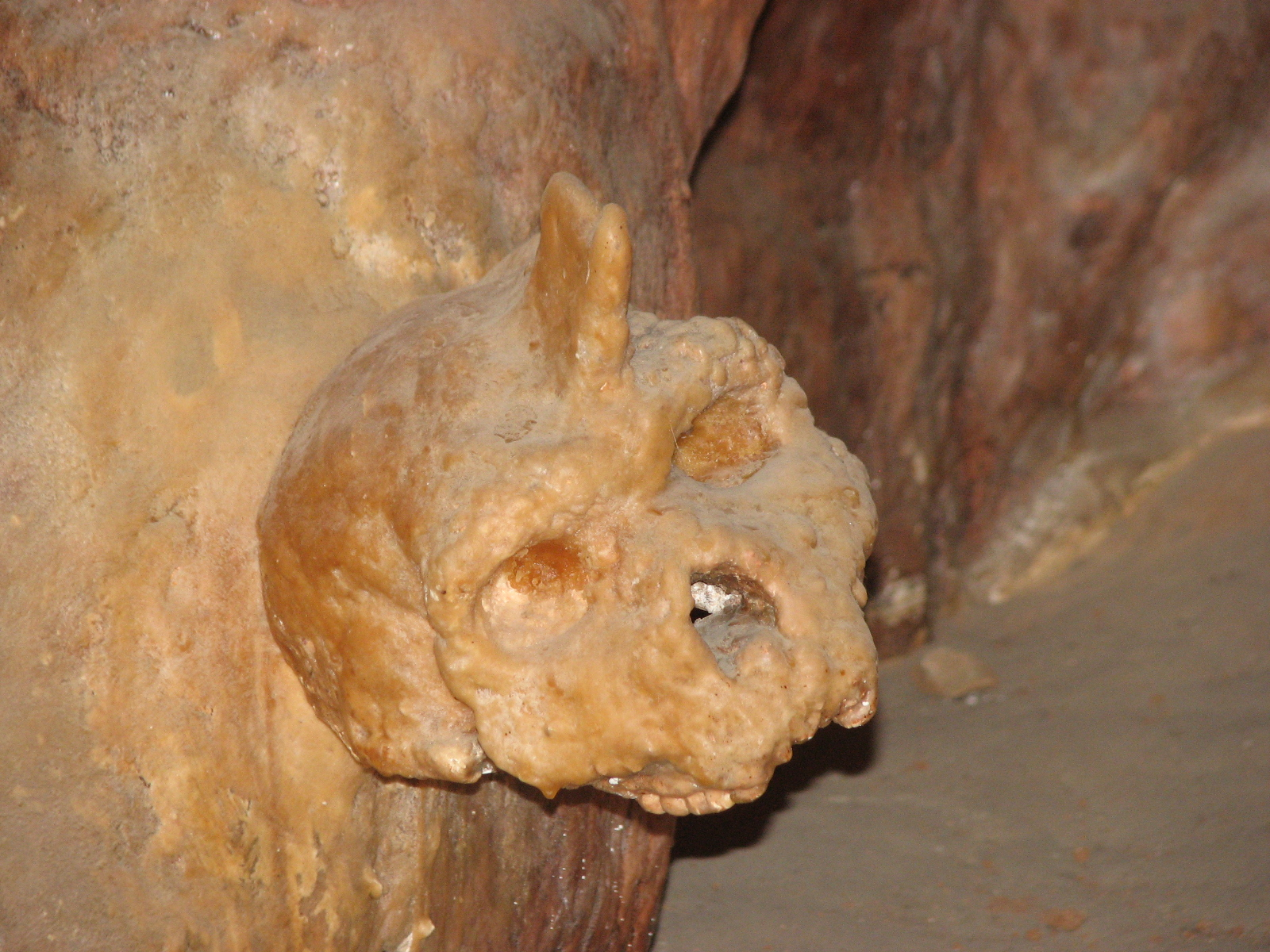
Череп петралонского архантропа

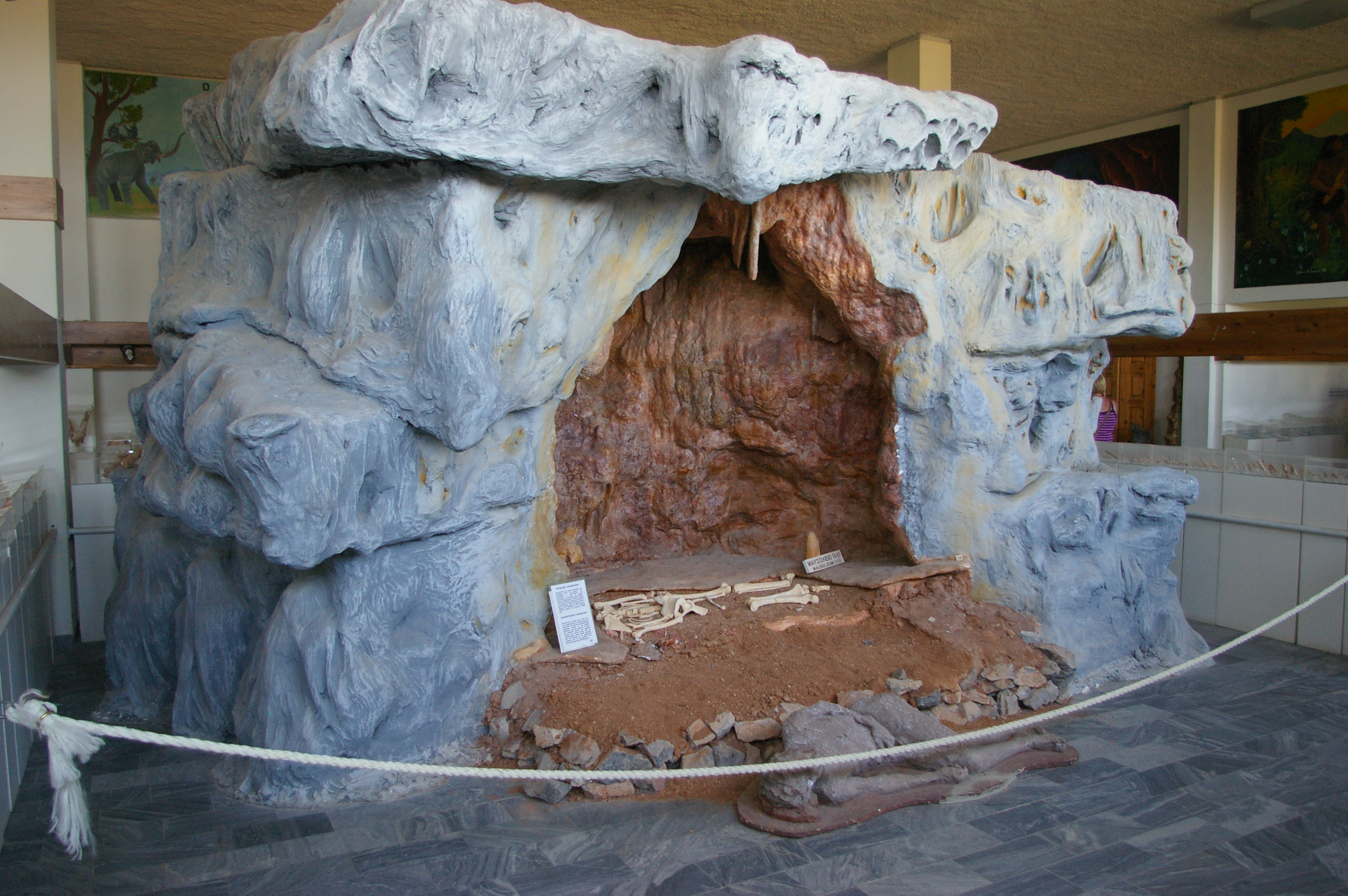
Реконструкция очага, около которого был найден петралонский архантроп

Пещера была открыта в мае 1959 года Филиппом Кадзаридисом, жителем села Петралона. Пещера стала всемирно известной, когда 16 сентября 1960 года другой житель Петралоны Христос Саррияннидис нашел в пещере череп архантропа. Археологические и антропологические исследования начались вскоре под руководством профессора антропологии Ариса Пулианоса, который предположил, что обнаруженному архантропу около 700 тысяч лет, соответственно он является древнейшим человеком Европы. Скелет доисторического человека был найден среди остатков примитивных орудий труда, а также следов очага. Петралонская пещера считается также древнейшим памятником использования человеком огня. Череп петралонского архантропа ныне хранится в университете Аристотеля в Салониках.
Эти данные основаны на детальном изучении стратиграфии пещеры, составленной 34 разновозрастными слоями, ядерном, а также на фациальном и палеонтологическом анализе. Среди окаменелостей исследователями были обнаружены останки львов, гиен, медведей, пантер, слонов, носорогов, плейстоценового мегацерина (семейство оленевых), бизонов, а также 25 видов птиц, 16 видов грызунов и 17 видов рукокрылых. Возраст некоторых останков около 5 млн лет.
Длина Петралонской пещеры составляет около 2 километров. Вход представляет собой искусственный тоннель, протяженностью около 100 метров (тоннель построен в 1974 году), он проходит через подвергшийся эрозии склон горы и охватывает старый, естественный вход. Температура в пещере остается постоянной на протяжении всего года на уровне около 17 градусов по Цельсию. В 2024 году пещера вновь открылась для посетителей после продолжительной реновации. В ходе реновации значительно увеличен маршрут обзорной экскурсии, демонтирована инсталляция, изображавшая стоянку древнего человека. Немалый интерес для туристов представляют и несколько залов с причудливыми сталактитами, сталагмитами и сталагнатами. В одном из залов потолок сформирован отложениями белого мрамора. 